# 82F型水雷艇
82F型水雷艇は、オーストリア＝ハンガリー帝国海軍の水雷艇。16隻が建造され、第一次世界大戦で運用された。終戦後は4か国に分配され、一部は第二次世界大戦でも用いられた。第二次世界大戦後にも2隻が残り、最後の艇の退役は1963年であった。

## 歴史
250t型水雷艇の第2グループとしてガンツ＝ダヌビウスのポルト・レ（クラリェヴィツァ）及びフィウーメ（リエカ）の造船所で建造された。当初4隻が発注されたが、10%の建造費削減により16隻を受注することになった。名称の「F」はフィウーメに由来する。
第一次世界大戦終戦時に16隻全てが健在であり、戦後ルーマニア、ポルトガル、ユーゴスラビア、ギリシャに分配された。第二次世界大戦では8隻が運用され6隻が失われたが、83F（スメウル）と87F（T5）が終戦時にも健在であり、ツェルと改名した87Fが1963年に退役するまで用いられた。

## 構造
トリエステ技術工場（STT、Stabilimento Tecnico Triestino）による原級となる74T型水雷艇との相違は搭載する機関にあり、パーソンズ製に替えてAEG＝カーチス製を採用し、外見上は艦橋構造物後方の煙突が2本であることが異なっていた。
武装は66mm砲であるシュコダ 7cm/L30砲を前後に各1門、450mm連装魚雷発射管を2基4門、シュワルツローゼ8mm機銃1挺を備えた。1917年には、後部のシュコダ 7cm砲を対空仕様に改修している。

## 同型艦
上記のように16隻すべてが第一次世界大戦を生き延びており、戦後は16隻全てが戦利艇として連合国（ルーマニア王国、ユーゴスラビア王国、ポルトガル共和国、ギリシャ王国）に譲渡された。
上記の4カ国のうち、ポルトガル以外が保有する艦は第二次世界大戦において撃沈された例も多い。
| 名称 | 建造       | 起工           | 進水           | 就役           | 譲渡先             | 譲渡後の艦名   | その後                         |
| ---- | ---------- | -------------- | -------------- | -------------- | ------------------ | -------------- | ------------------------------ |
| 82F  | ポルト・レ | 1913年10月30日 | 1914年8月11日  | 1916年8月30日  | ルーマニア海軍     | ナルカ         | 1944年8月20日空襲により沈没。  |
| 83F  | ポルト・レ | 1913年11月17日 | 1914年11月07日 | 1915年7月21日  | ルーマニア海軍     | スメウル       | 1960年退役。                   |
| 84F  | ポルト・レ | 1913年11月27日 | 1914年11月21日 | 1916年10月18日 | ルーマニア海軍     | フルヂェルル   | 1922年2月8日転覆し沈没。       |
| 85F  | ポルト・レ | 1914年1月7日   | 1914年12月5日  | 1915年12月1日  | ポルトガル海軍     | ゼゼレ         | 1921年12月29日座礁により廃棄。 |
| 86F  | ポルト・レ | 1914年1月26日  | 1914年12月19日 | 1916年5月10日  | ポルトガル海軍     | アヴェ         | 1940年座礁により喪失。         |
| 87F  | フィウーメ | 1914年3月5日   | 1915年3月20日  | 1915年9月28日  | ユーゴスラビア海軍 | T5、後にツェル | 1963年退役。                   |
| 88F  | フィウーメ | 1914年3月7日   | 1915年4月24日  | 1915年11月5日  | ポルトガル海軍     | カヴァド       | 1921年12月29日座礁により廃棄。 |
| 89F  | フィウーメ | 1914年5月13日  | 1915年5月12日  | 1916年2月6日   | ポルトガル海軍     | サド           | 1940年退役。                   |
| 90F  | フィウーメ | 1914年9月9日   | 1915年5月28日  | 1916年6月24日  | ポルトガル海軍     | リス           | 1934年退役。                   |
| 91F  | ポルト・レ | 1914年11月24日 | 1915年6月21日  | 1916年6月28日  | ポルトガル海軍     | モンデゴ       | 1938年退役。                   |
| 92F  | ポルト・レ | 1914年11月30日 | 1915年9月29日  | 1916年3月3日   | ギリシャ海軍       | パノルモス     | 1928年3月11日座礁により廃棄。  |
| 93F  | フィウーメ | 1915年1月9日   | 1915年11月25日 | 1916年4月4日   | ユーゴスラビア海軍 | T6             | 1943年9月11日自沈。            |
| 94F  | ポルト・レ | 1915年1月9日   | 1916年3月8日   | 1916年5月26日  | ギリシャ海軍       | プルシャ       | 1941年4月4日空襲により沈没。   |
| 95F  | ポルト・レ | 1915年2月9日   | 1916年6月24日  | 1916年9月19日  | ギリシャ海軍       | ペルガモス     | 1941年4月25日自沈。            |
| 96F  | ポルト・レ | 1915年2月24日  | 1916年7月8日   | 1916年11月10日 | ユーゴスラビア海軍 | T7             | 1944年6月24日交戦により座礁。  |
| 97F  | フィウーメ | 1915年3月5日   | 1916年8月20日  | 1916年12月9日  | ユーゴスラビア海軍 | T8             | 1943年9月10日空襲により沈没。  |